# Tmarus planifrons
Tmarus planifrons là một loài nhện trong họ Thomisidae.
Loài này thuộc chi Tmarus. Tmarus planifrons được Cândido Firmino de Mello-Leitão miêu tả năm 1943.